# Djupvikodden
Djupvikodden är en udde i Antarktis. Den ligger i Östantarktis. Norge gör anspråk på området.
Terrängen inåt land är kuperad söderut. Havet är nära Djupvikodden norrut. Trakten är obefolkad. Det finns inga samhällen i närheten. 